# Сілістра

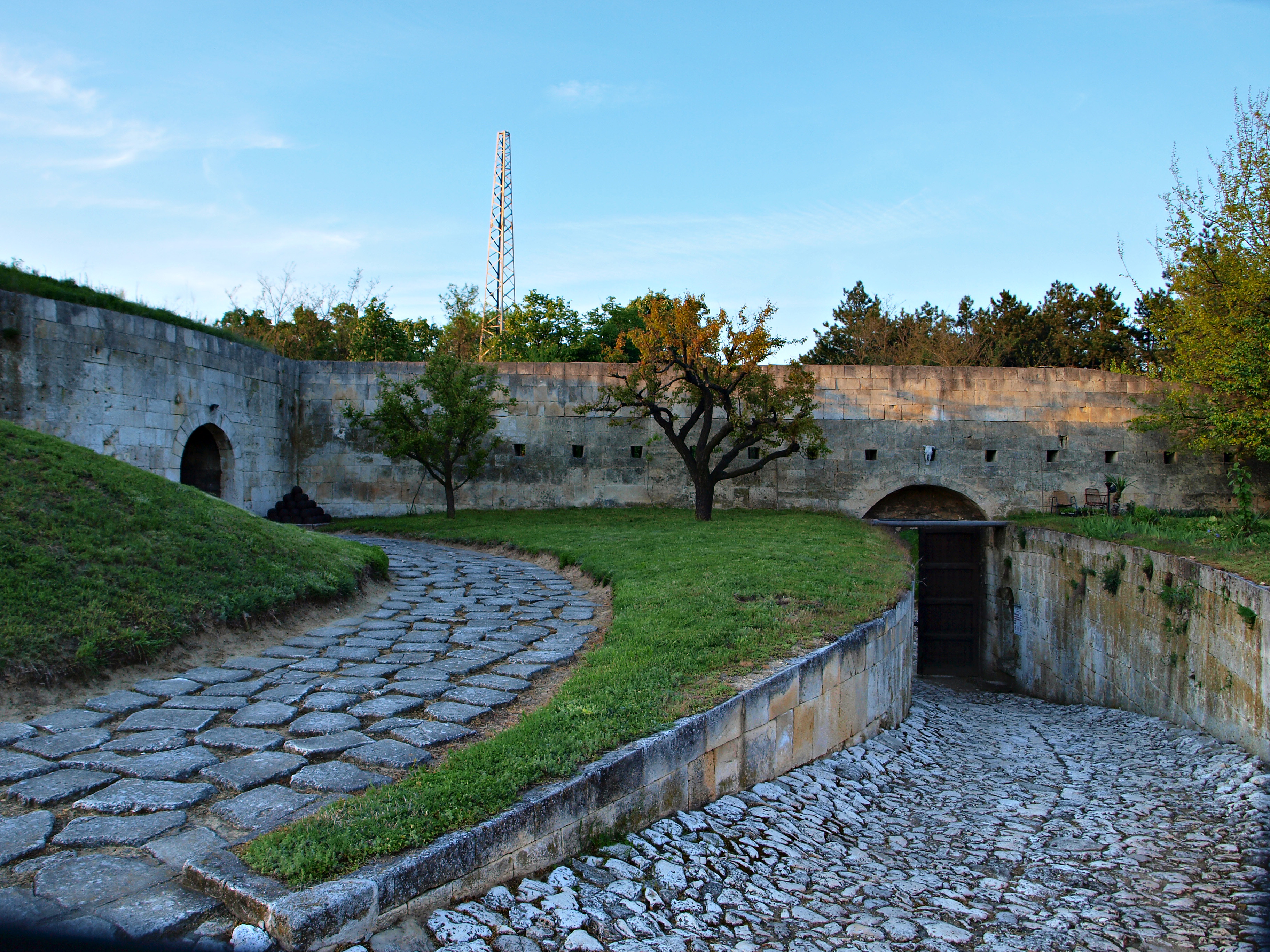
Меджиді-Табія — турецький форт, розташований на південь від міста

Сили́стра, Силі́стра, Сілі́стра (болг. Силистра, тур. Silistre, рум. Silistra), колишня назва Доростол (болг. Дръстър, лат. Durostorum, д.-рус. Доростолъ, рум. Dârstor) — портове місто на північному сході Болгарії. Розташоване на річці Дунай у північно-східній Болгарії. Воно є адміністративним і економічним центром однойменної общини та області. За даними останнього перепису НСІ станом на 31 грудня 2016 року населення становить 32 868 жителів..
Сілістра — місто з багатою історією, з пізньоримською гробницею і турецькою фортецею Меджиді Табія.

## Географія
Центр Сілістринської області. Розташований на Дунаї навпроти міста Калараш в Румунії і є центром історичної області Добруджа.

### Розташування
Місто розташоване в північно-східній Болгарії, тобто у Південній Добруджі. Через нього проходить Пан'європейський транспортний коридор 7.
Останній населений пункт Болгарії на нижній течії Дунаю.

### Клімат
| Клімат Сілістри (2000-2013)                | Клімат Сілістри (2000-2013) | Клімат Сілістри (2000-2013) | Клімат Сілістри (2000-2013) | Клімат Сілістри (2000-2013) | Клімат Сілістри (2000-2013) | Клімат Сілістри (2000-2013) | Клімат Сілістри (2000-2013) | Клімат Сілістри (2000-2013) | Клімат Сілістри (2000-2013) | Клімат Сілістри (2000-2013) | Клімат Сілістри (2000-2013) | Клімат Сілістри (2000-2013) | Клімат Сілістри (2000-2013) |
| Показник                                   | Січ.                        | Лют.                        | Бер.                        | Квіт.                       | Трав.                       | Черв.                       | Лип.                        | Серп.                       | Вер.                        | Жовт.                       | Лист.                       | Груд.                       | Рік                         |
| Абсолютний максимум, °C                    | 25,5                        | 30,9                        | 34,8                        | 38,1                        | 39,2                        | 42,4                        | 44,1                        | 42,9                        | 40,2                        | 35,7                        | 30,6                        | 26,9                        | 44,1                        |
| Середній максимум, °C                      | 6,1                         | 10,4                        | 15,7                        | 20,2                        | 25,7                        | 29,2                        | 30,3                        | 29,9                        | 26,2                        | 20,0                        | 12,3                        | 7,8                         |                             |
| Середня температура, °C                    | 3,7                         | 6,8                         | 10,7                        | 14,4                        | 19,3                        | 24,0                        | 25,2                        | 24,7                        | 22,0                        | 16,2                        | 9,0                         | 5,1                         |                             |
| Середній мінімум, °C                       | 1,2                         | 3,1                         | 5,6                         | 8,6                         | 12,9                        | 18,8                        | 20,0                        | 19,5                        | 17,8                        | 12,3                        | 5,6                         | 2,4                         | 10,65                       |
| Абсолютний мінімум, °C                     | −13,1                       | −10,4                       | −7,9                        | −1,4                        | 3,8                         | 6,5                         | 10,1                        | 6,8                         | 2,8                         | −3,2                        | −7,4                        | −10,8                       | −13,1                       |
| Середня кількість сонячних годин на місяць | 101,1                       | 138,5                       | 169,6                       | 221,1                       | 264,6                       | 301,8                       | 300,4                       | 264,5                       | 202,8                       | 165,5                       | 111,2                       | 89,6                        | 2330,7                      |
| Норма опадів, мм                           | 99.8                        | 79.4                        | 86.8                        | 92.3                        | 59.4                        | 61.1                        | 48.2                        | 52.6                        | 66.1                        | 86.4                        | 82.2                        | 93.3                        | 907.6                       |
| Днів з дощем                               | 15                          | 11                          | 13                          | 14                          | 9                           | 10                          | 7                           | 8                           | 11                          | 13                          | 13                          | 14                          |                             |
| Днів зі снігом                             | 5                           | 4                           | 2                           | 1                           | 0                           | 0                           | 0                           | 0                           | 0                           | 0                           | 2                           | 5                           |                             |
| ------------------------------------------ | --------------------------- | --------------------------- | --------------------------- | --------------------------- | --------------------------- | --------------------------- | --------------------------- | --------------------------- | --------------------------- | --------------------------- | --------------------------- | --------------------------- | --------------------------- |
| Джерело: Stringmeteo.com                   |                             |                             |                             |                             |                             |                             |                             |                             |                             |                             |                             |                             |                             |

Клімат громади Сілістра характеризується помірним континентальним характером і потрапляє в субрегіон Дунайського клімату. Типовим для цього району є спекотне літо, рання весна і сильний холод взимку. Абсолютна мінімальна температура досягає 32  °C, і максимум 40,4 °C (у 1927 році). Середньорічна температура повітря 11,6 °C. Тривала температура повітря понад 10 °С починається в перші десять днів квітня і триває до кінця жовтня — близько 200 днів.
Опади в районі нерівномірно розподілені і недостатні, з найбільшими кількостями, що падають у весняні та перші місяці зими. Середньорічний показник становить 547 мм/м², що нижче середнього по країні. Сніговий покрив утримується протягом 50 — 60 днів товщиною 16 — 30 см.
Переважаючі вітри мають південно-західний напрямок. Туманні дні в середньому становлять 26 на рік.

### Води
Деякі з населених пунктів муніципалітету Сілістра розташовані вздовж Дунаю. Аналіз річкової води показує, що вони придатні для купання, спорту та туризму і класифікуються в категорії III.

### Флора і фауна
За 16 км на захід від Сілістри та за 2 км на південь від Дунаю знаходиться біосферний заповідник Сребарна.

## Історія

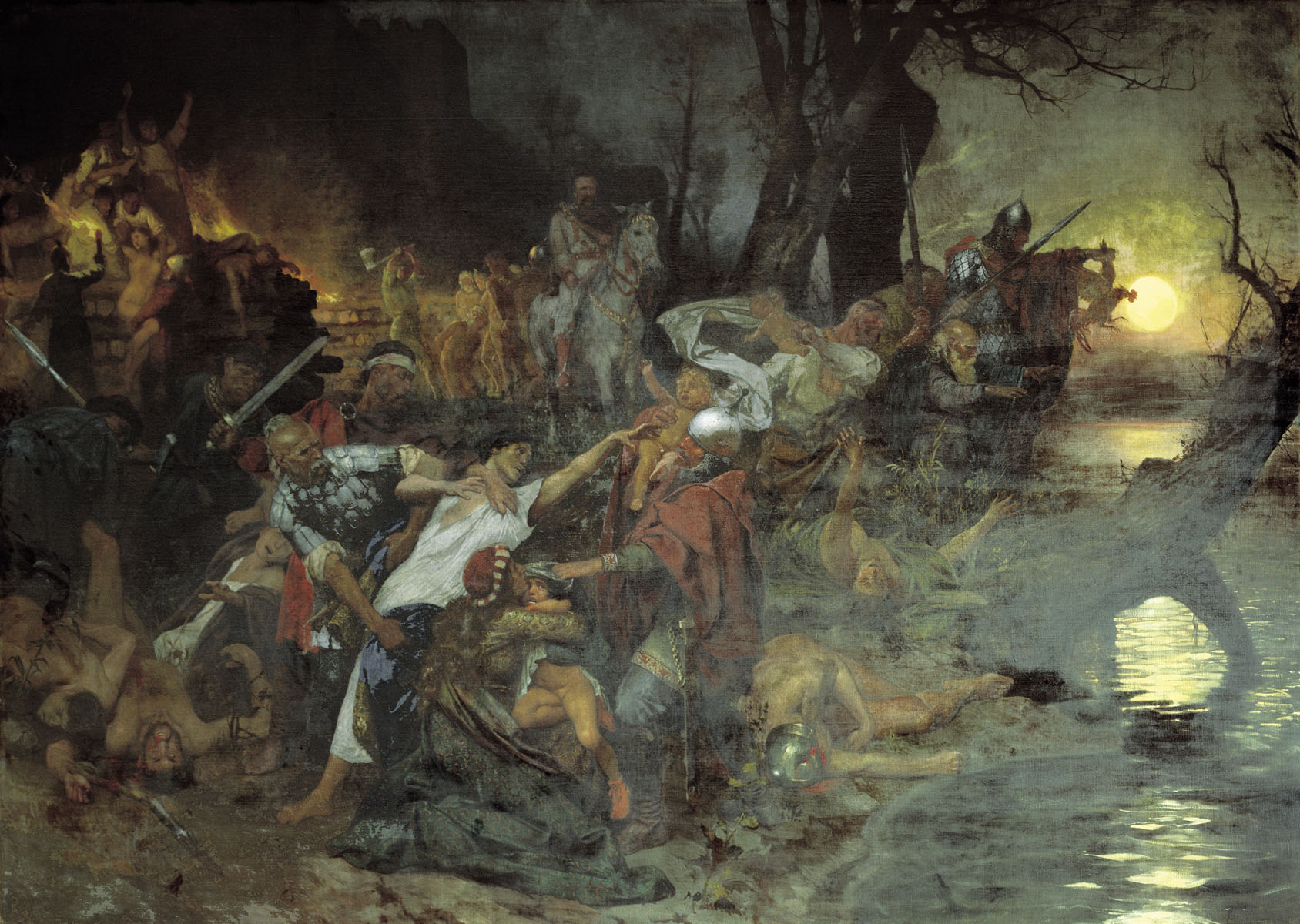
«Тризна воїнів Святослава», Генріх Семирадський, 1884.

### Стародавня історія та античність
Місто було засноване ще понад 5000 років до нашої ери фракійцями. Згодом Римська імперія захопила місто і заснувала в 106 році стародавній Дуросторум, коли за наказом імператора Траяна на території сьогоднішнього міста було розміщено одну з елітних частин Римської імперії. У 169 році імператорський філософ Марк Аврелій оголосив Дуросторум самоврядним римським містом. У період між 2-м і 6-м століттями Дуросторум був головною фортецею імперії проти варварів. Тут народжується «рятівник Риму», якого ще називають «останнім римлянином» — Флавій Аецій.
У шостому столітті, Імператор Юстиніан I відновлює стіни міста. У VII столітті під імператором Іраклієм і імператором Фокою місто було ще більше зміцнене. Дуросторум пережив слов'янські вторгнення. Місцеве населення Дуросторуму, що складається з фракійців, романізованих і еллінізованих популяцій, змішане з прото-болгарами і слов'янами, а місто називається Доростол або Друстар. У наступні роки і століття Доростол не був захоплений Візантією і знову повернувся до Болгарії.

### Болгарське середньовіччя
В епоху Першого Болгарського царства за хана Омуртага був побудований Дунайський палац болгарських ханів. У 927 р. місто стало резиденцією першого болгарського патріарха Даміана. У 10 столітті східні Балкани були спустошені війнами між Болгарією, Візантією і Київською Руссю, а Доростол завоював, знищив і перебудував Іоанн І. Назву було змінено на Теодополіс на честь Теодора Стратилата, а між 11 і 12 століттями місто було адміністративним центром Візантійського Подунав'я. Першим стратегом центру Драстару стає Леон Саракінопул. В 1032 або 1036 р. печеніги спустошили і знищили місто. Дослідження показують, що до кінця XI століття наявність візантійського гарнізону, адміністрації та ремісників істотно не змінило етнічну картину, а тим більше культурний рівень цього змішаного населення. Під час Другого Болгарського царства місто повернуло свою стару назву і є столичною резиденцією Феодора Святослава та Іванка Тертера.

### Під османським правлінням
Після турецького завоювання (1388 р.) Місто було міцно укріплене і стало столицею Сілістрського еялету, який включав північно-східну частину сучасної Болгарії, а також території з інших 4 сучасних країн: Північну Добруджу Румунії, а також області України та Молдови — Буджак (Південна Бессарабія — Бендери) та Єдісан (Південна Придністров'я від Одеси до Балти) майже все узбережжя Чорного моря, де домінували османи, між Стамбулом і Кримським ханством, включаючи всі прибережні міста між Варною та Очаковим.
Під час російсько-турецької війни 1828—1829 років місто було захоплене Росією і залишилося під її окупацією до 1833 року. Росіяни починають будувати церкву, яка залишається незавершеною, а також нові фортифікації, які вони потім знищують

### Після Звільнення і під румунським правлінням
Після невдалої Балканської війни Сілістра була передана Румунії згідно з Бухарестським договором 1913 року.

### Друга світова війна
У 1940 р Сілістра повертається до Болгарії.
У 1944 — 1945 рр місцеві жителі воювали проти нацистської Німеччини у складі Першої болгарської армії.
Під час соціалізму Сілістра виросла як розвинене промислове та сільськогосподарське місто, як і більшість Добруджі.

### Сілістра сьогодні

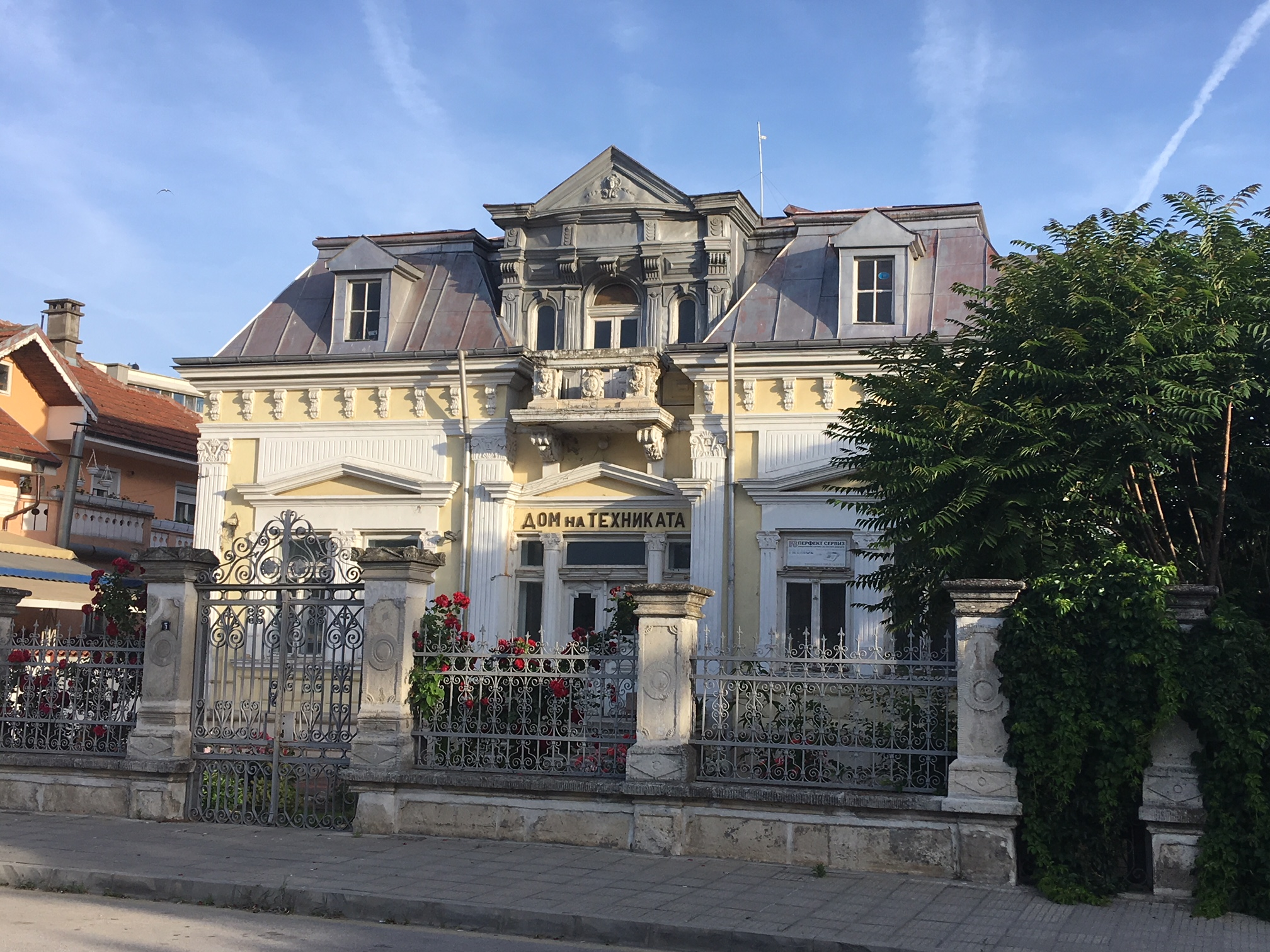
Сілістра, Болгарія
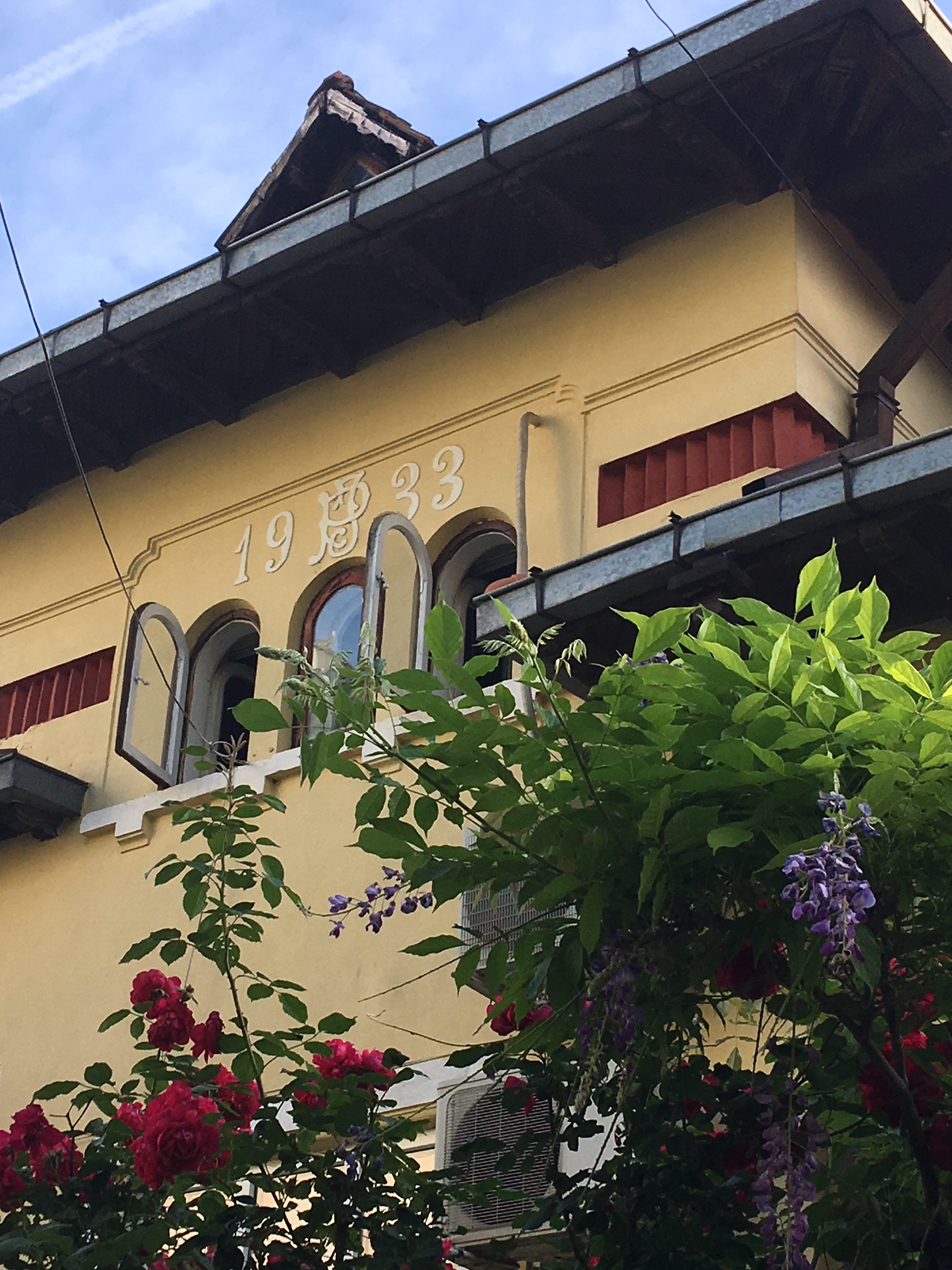
Сілістра, Болгарія
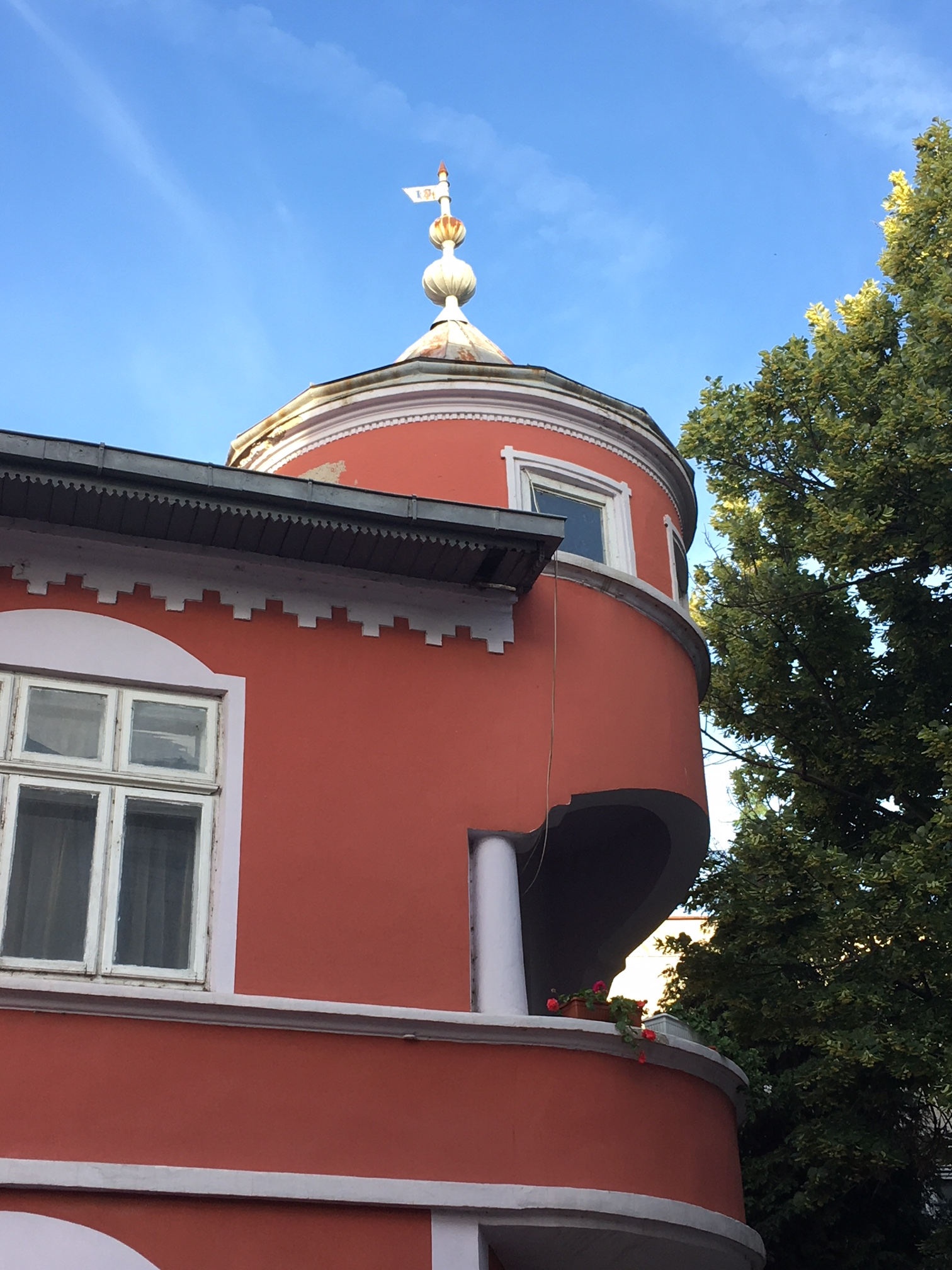
Сілістра, Болгарія
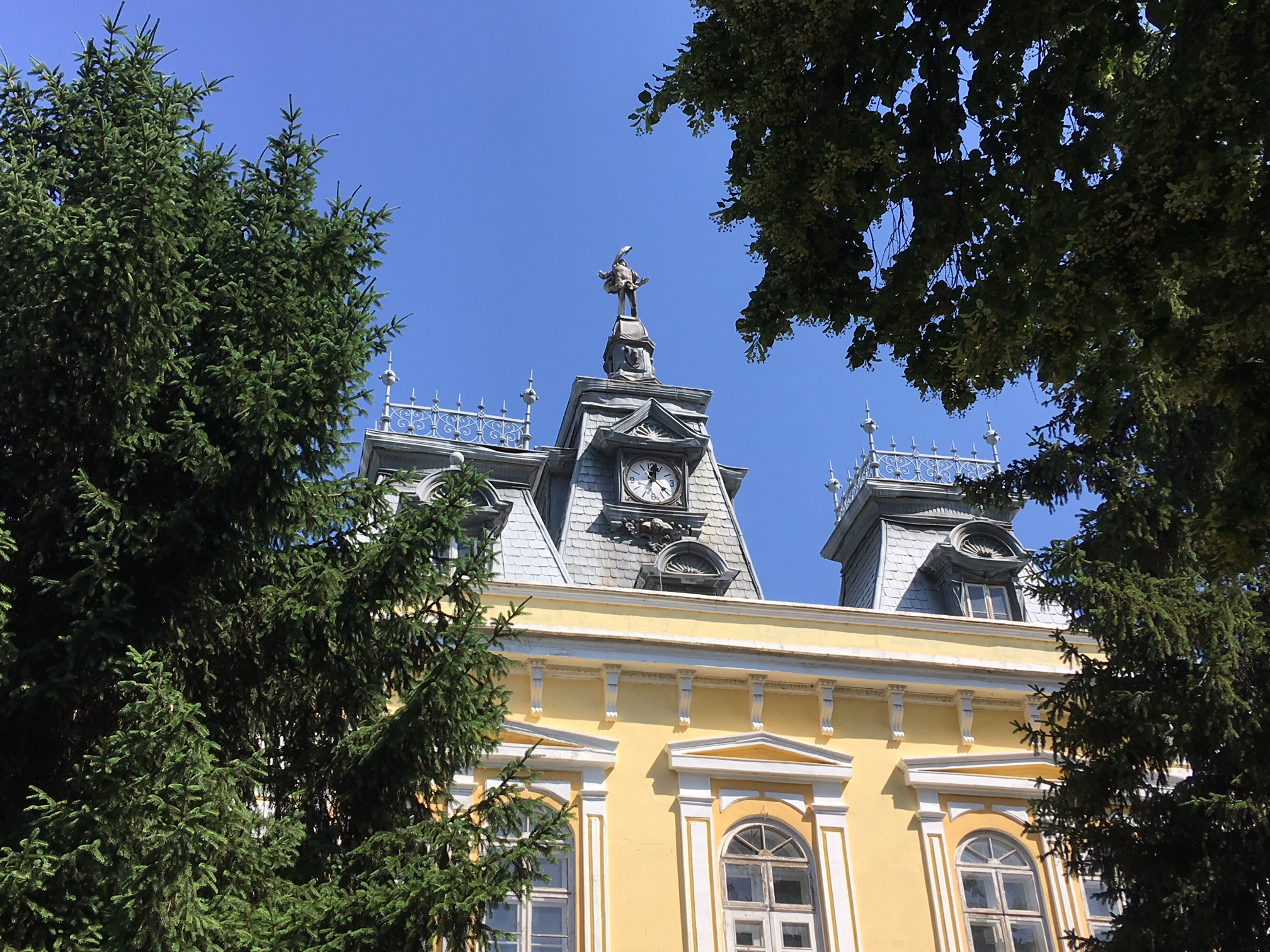
Сілістра, Болгарія
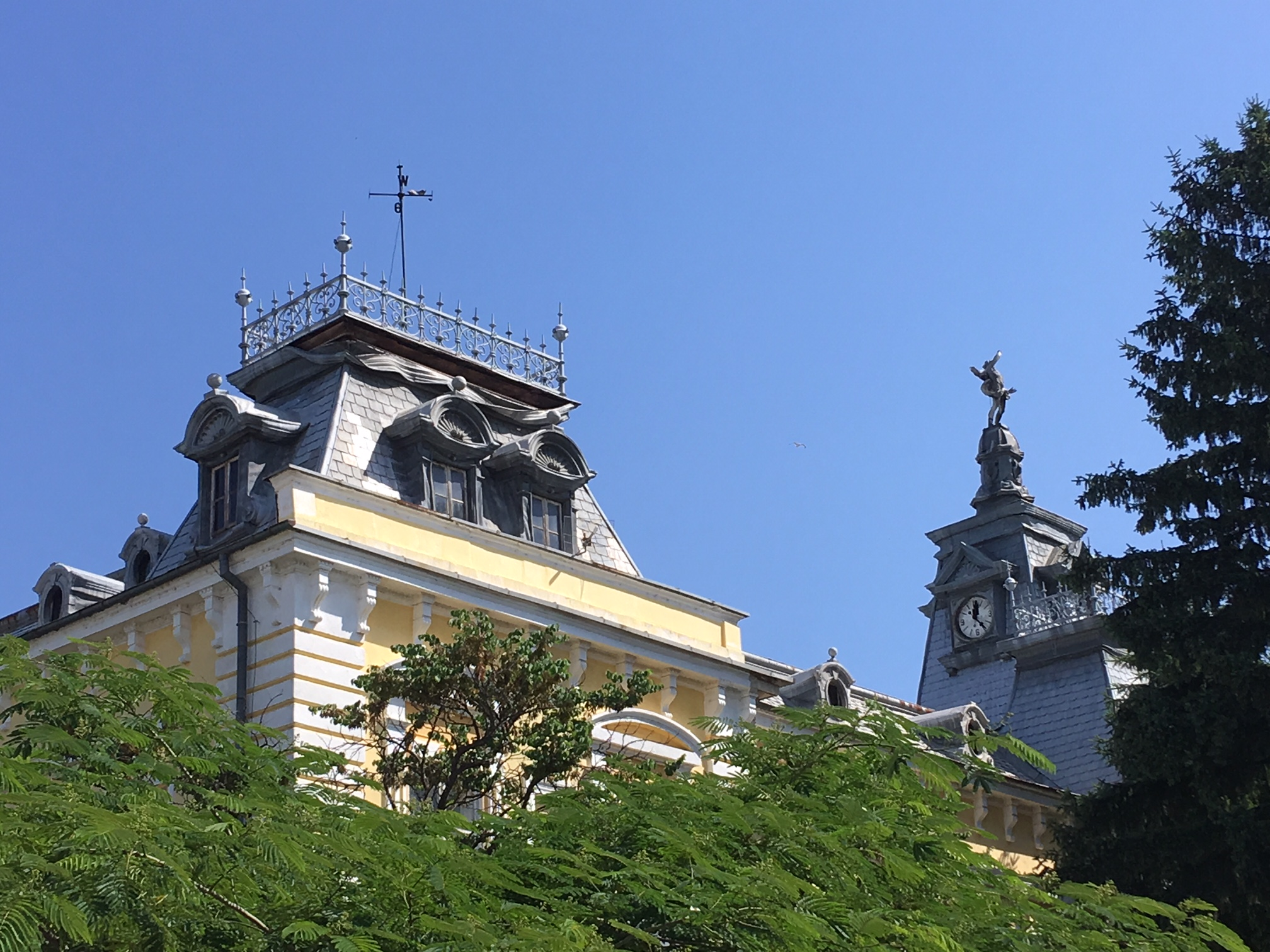
Сілістра, Болгарія
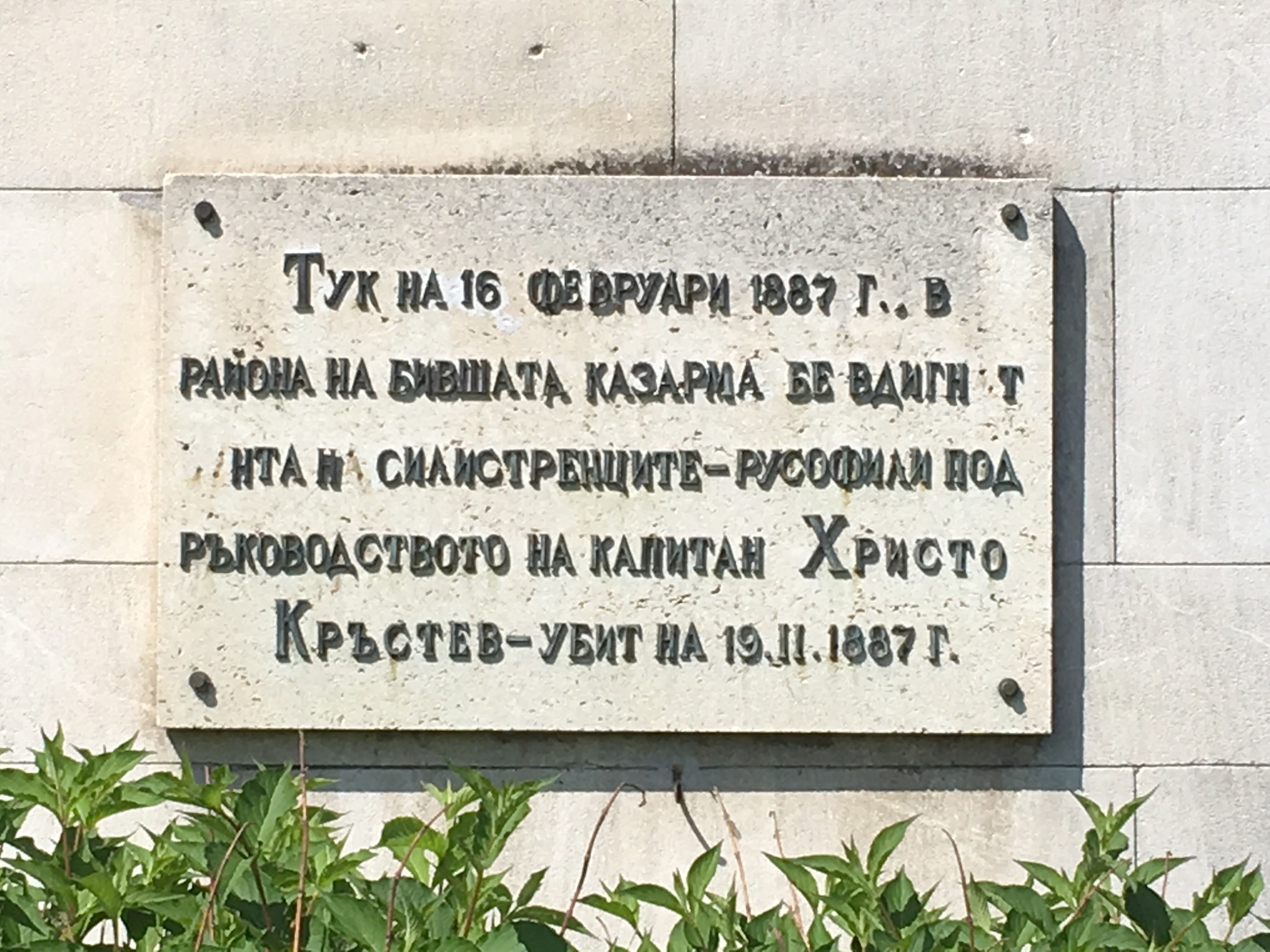
Сілістра Меморіал Христо Крастева

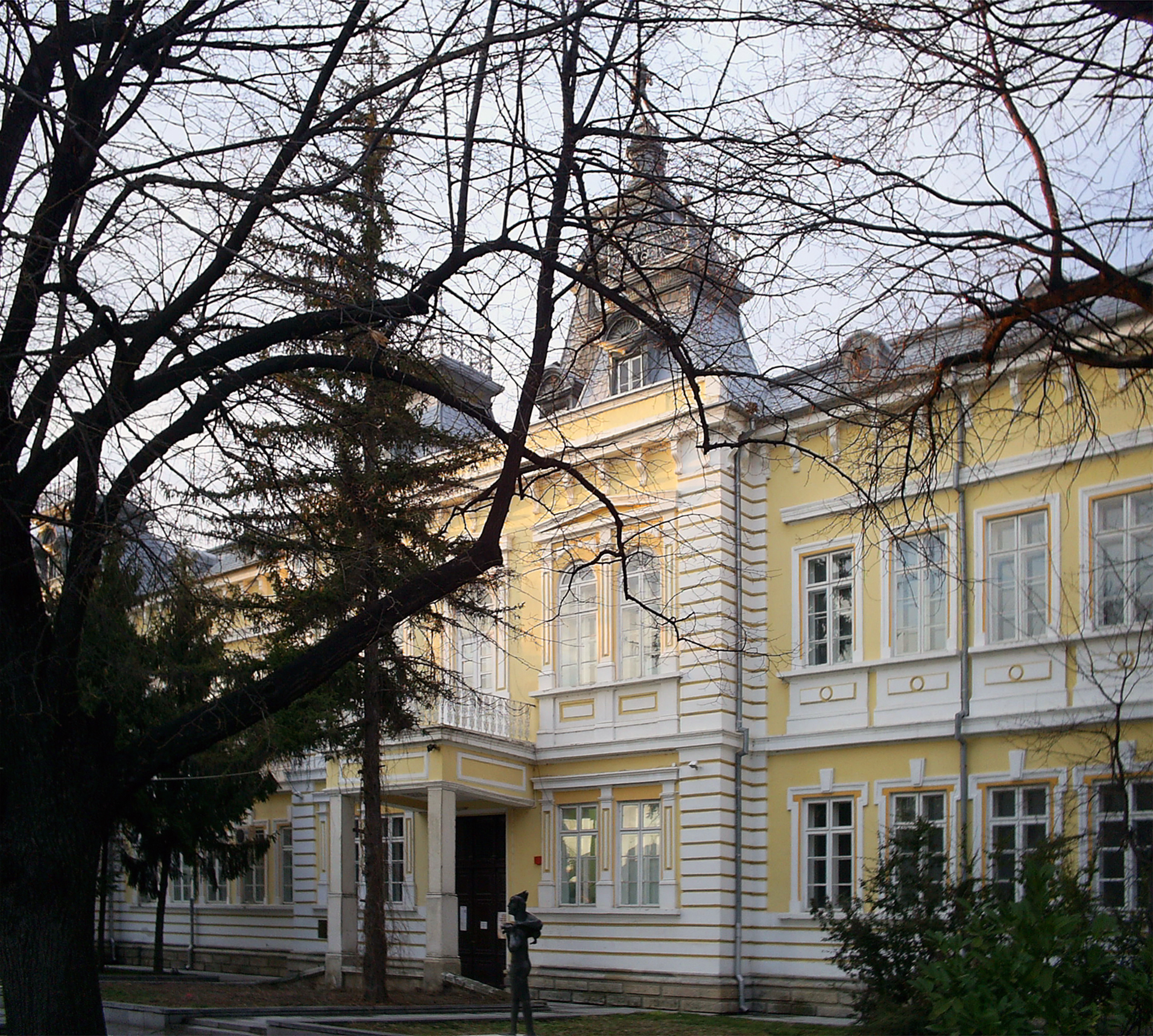
Художня галерея в Сілістрі

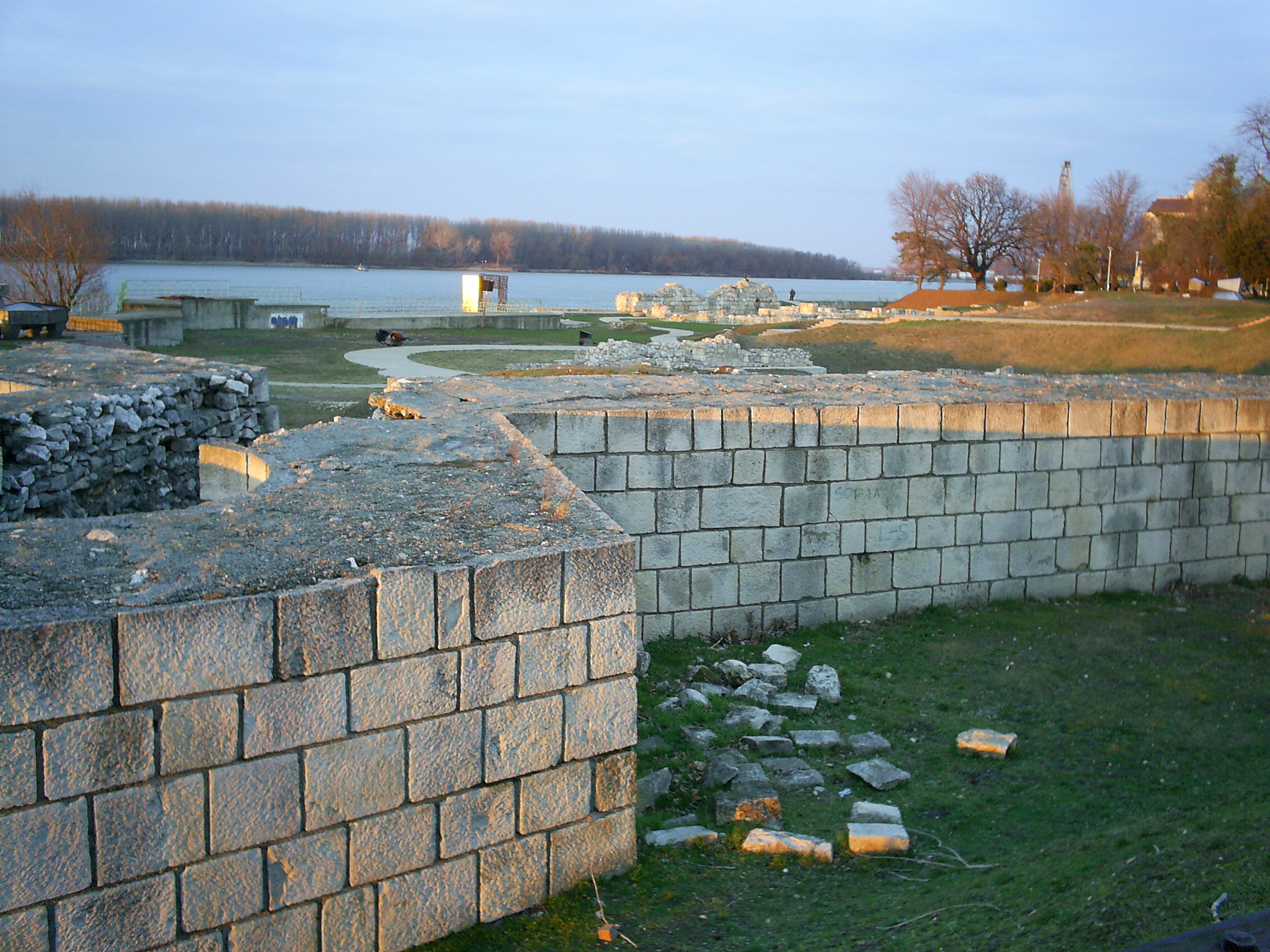
Фортечні стіни Дуросторума

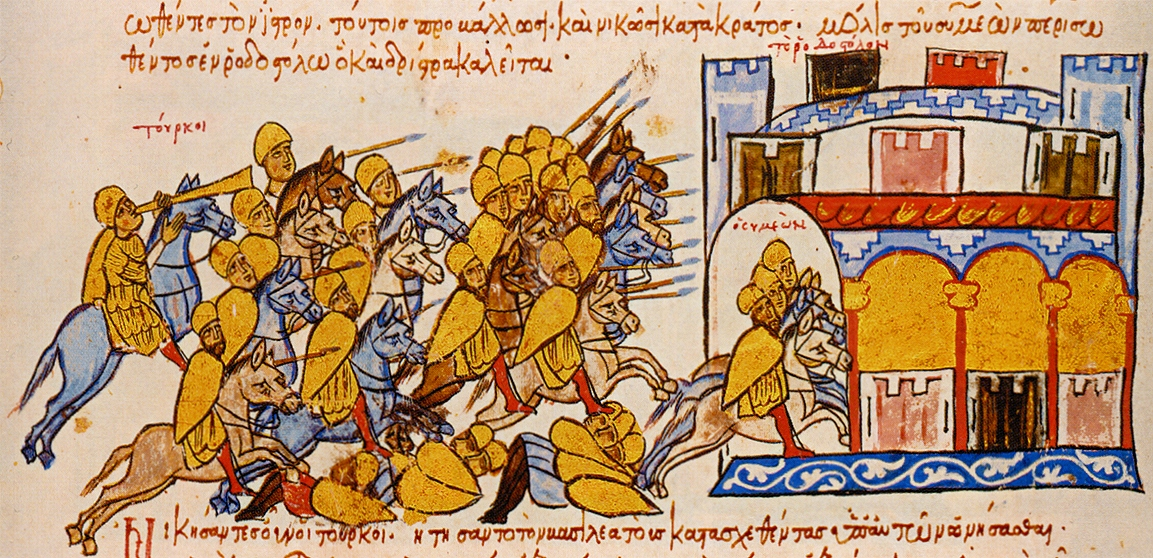
Відступ болгар під впливом мадьярів

### Релігія та етнічний склад
Більшість населення Сілістри складається з православних християн.[джерело?]
Сілістряни також сповідують ісламську релігію в обох течіях — сунізм і шиїзм. У минулому суніти з Сілістри були власниками 17 мечетей.[джерело?] У 2014 році є дві — Мечеть Куршумлу і Нова Мечеть.

### Мер
Мером міста Сілістра до травня 2016 року переобраний доктор Юліан Найденов.

### Іноземні представництва
Місто є місцем консульств з наступних країн:
- Румунія, почесне консульство

## Економіка та інфраструктура

### Характеристики
У місті Сілістра сьогодні не так багато великих заводів. Місто сильно промислово розвинене, але з 2000 року багато великих підприємств були продані або закриті. Світова економічна криза 2009 року також вплинула на економіку і, зокрема, на великі підприємства міста. У 2011 році найбільший м'ясопереробний завод ВАТ «Меком» був закритий через величезні борги перед банками.
Основою місцевої економіки є сільське господарство, машинобудування, текстиль, меблі, продукти харчування та цегла.

### Машинобудування та електротехніка
Сьогодні Сілістра розвиває машинобудівну та електротехнічну промисловість. Працює добре відоме в минулому підприємство з касових апаратів і електронних «Оргтехніка». Зараз в компанії працює 200 чоловік. Промислова візитна картка Сілістри доповнюється машинобудівними підприємствами «Силома», ЗММ «Стомана», ТОВ «ТРАНКОМ-1» (виробництво металоконструкцій, вузлів, агрегатів та запасних частин для сільськогосподарських машин)

### Харчова та текстильна промисловість
Іншими розвиненими галузями є харчова та текстильна промисловість. Одним з підприємств є «Каладан-Аракіс» — сушильний завод" у селі Пайсієво, де фрукти та овочі переробляються з усієї північно-східної Болгарії.

### Транспорт

#### Автобусний транспорт
Добре розвитуний і представлений мережою маршрутів.

#### Залізничний транспорт
Залізнична лінія до Сілістри була відкрита 2 вересня 1974 року, коли була завершена остання ділянка лінії Альфатар-Сілістра (частина Самуїл-Сілістра). Водночас відкрився залізничний вокзал м. Сілістра.
Місто пов'язане з Русе і столицею прямим нічним поїздом.

#### Річковий транспорт
- Поромний термінал м. Сілістра — http://www.dip.bg/?language=en&page=ferry-terminal&sub=details — Наразі цей тип зв'язку з Келэрасі не працює через закінчення терміну концесії та відсутність кандидата на новий.
- Порт Сілістра

28 листопада 2009 року між Сілістрою і Келераем почало працювати водне таксі як державно-приватне партнерство між муніципалітетами міст. Моторний човен перевозить до 7 пасажирів протягом 20 хвилин і працює за розкладом або на вимогу
- Порт Поларіс-8 — http://www.polaris8.bg - для насипних вантажів[13], що належить однойменній торговельній компанії.
- Порт Сілістра — Лесіль — http://www.port-silistra.com - найбільший вантажний порт в Сілістренському регіоні[14] для загального та насипного вантажу. Існує зв'язок з Республіканською залізничною мережею.[13]
- East Point Port — Сілістра — для пасажирських перевезень, поштової розсилки,

#### Повітряний транспорт
- Аеропорт розташований на території села Полковник Ламбриново. Призначений для внутрішніх та міжнародних рейсів для пасажирського та вантажного транспорту, а також для польотів сільськогосподарської авіації. Є також військова частина, призначена для зберігання бойових літаків. Він розташований приблизно на 13 км на південний захід від Сілістри. Смуга довжиною 3 км. Власність аеропорту є державною. Наказом РД 08.1181 / 6.12.1999 Міністра транспорту Аеропорт Сілістра закрито.
- Вертолітний майданчик готелю «Друстар»

## Освіта

### Вищі школи
- Університет Русе — Відділення Сілістра
- Технічний коледж
- Педагогічний коледж «Дочо Михайлов»

### Гімназії
- ПГ Пейо Яворов
- ПГ «Св. Климент Охридський»
- Професійна вища школа сільського господарства « Добруджа»
- ПГ промисловості «Пенчо Славейков»
- ПГ механіки та техніки «Володимир Комаров»
- П. Г. з ділового адміністрування, адміністрування та послуг «Атанас Буров», до 2004 року називався Сілістрівський технікум
- ПГ Технології виробництва «Євлогій Георгієв»
- ПГ будівельництва «Пеньо Пенев»

### Середні та початкові школи
- Початкова школа «Іван Вазов»
- СШ " Н. Вапцаров "
- СШ Юрія Гагаріна
- Початкова школа Отець Паїсій
- Початкова школа "Св.[недоступне посилання з жовтня 2019] Кирила і Мефодія "[недоступне посилання з жовтня 2019]
- Міська загальноосвітня школа «С. Врачанський»
- СШ «Драстер»
- Початкова школа «Христо Ботев»
- Початкова школа «Йордан Йовков»

## ЗМІ

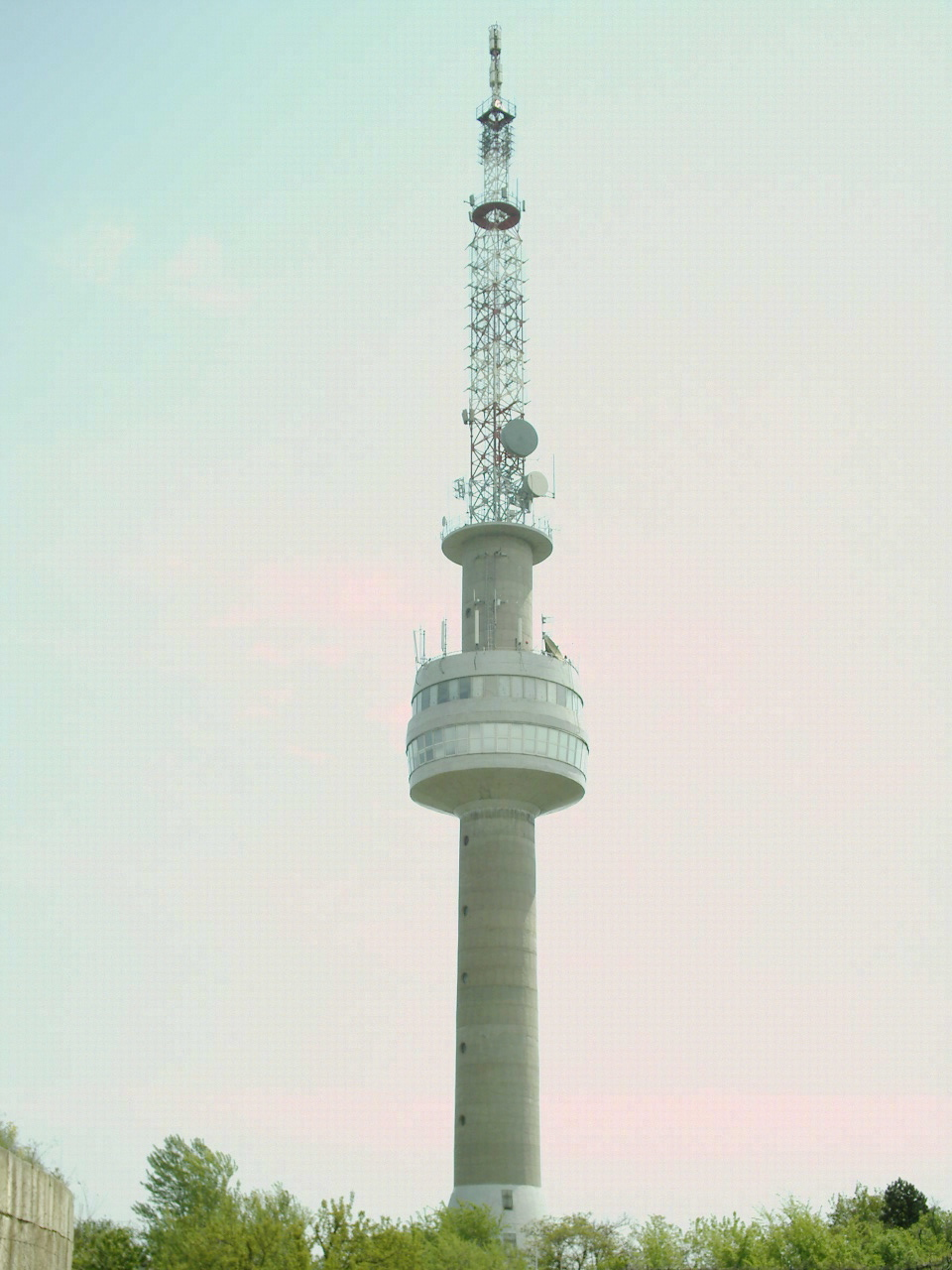
Телевізійна вежа

Регіональні газети
- «Сілістрівська трибуна»
- «Сілістрянський берег»
- «Сілістра ПРЕС»

Регіональні радіостанції
- Радіо «Мелодія»
- Радіо «Веселина»
- Фокус-радіо
- Радіо «Дарик»
- Радіо «NRJ»
- Kiss FM радіо
- Радіо «Горизонт»
- БНР

Регіональні оператори телебачення
- KTV Ister — аналоговий і DVB-C
- Networx — Русе — IPTV через Інтернет-провайдера.
- Vivacom — IPTV і супутникове телебачення

Інтернет-портали
- http://www.portal-silistra.eu/ - Новини
- http://www.kvorum-silistra.info - новини
- http://paralel44.info/ - новини
- https://web.archive.org/web/20181229172957/http://forumsilistra.com/ - інтернет-форум міста
- https://silistra.egov.bg/ - офіційний сайт муніципалітету
- http://www.ss.government.bg/ - обласна адміністрація
- http://www.obs-silistra.com/news.php - Сайт міської ради
- https://web.archive.org/web/20140518061732/http://silistrabg.com/ - новини
- http://www.starasilistra.com - історичний сайт з малюнками та спогадами про Сілістру
- MySilistra.net

## Культура

### Театр і кіно
Будинок колишнього драматичного театру «Сава Доброплодні» був знову відкритий у 2014 році. Кінотеатр «Latona Cinema 3D», відкритий взимку 2014 року.

### Музеї та галереї
- Обласний історичний музей у центральній частині міста, де представлена добре організована виставка античних експонатів давнього краю. Музей входить до числа 100 національних туристичних об'єктів.
- Художня галерея розташована в колишній педагогічній школі, побудованій на початку 20 століття. Галерея має експозицію переважно місцевих художників.
- Фортеця Меджиді-Табія. Після багатьох років руйнування фортеця була передана керівництву ЕТ «Валентин Петков», який особисто відновлює музейну частину фортеці і має власну колекцію фотографій, карт, уніформи, холодної і вогнепальної зброї.
- Природничо-науковий музей Сребрани при біосферному заповіднику. У музеї можна побачити птахів у заповіднику. Відеокамера розміщена у місці, де гніздяться пелікани, і на екрані можна побачити життя птахів прямо в музеї. Навколо заповідника була створена еко-траса, а на деякій відстані є вбудовані альтанки та майданчики для спостереження. Цей заповідник є одним з 100 національних туристичних об'єктів Болгарського туристичного союзу.

### Інші культурні будинки
- Доростольський громадський центр — Створений 1 вересня 1870 року освітянином Савою Доброплодним. У 1959 році було створено дитячу музичну школу. У 1960 році громадський центр отримав високу державну нагороду першої ступені.
- Обласна бібліотека «Партеній Павлович». Вона була заснована в 1959 році з бібліотекою у 26 095 бібліотечних одиниць, а на сьогодні становить вже 298 347.

## Спорт
Щороку на святкуванні дня міста (14 вересня) відбувається заплив по Дунаю — від Сілістри до румунського берега.

## Визначні пам'ятки
Тут знаходиться одна з найцінніших у Європі давніх фресок 4-го століття. Сьогодні сліди стародавнього минулого виставлені в самому центрі міста в архітектурно-археологічному заповіднику «Дуросторум — Друстар — Сілістра».
На одному з найкрасивіших пагорбів поблизу Сілістри височить «Меджиді-Табія» — добре збережена турецька оборонна фортеця, що датується 1847 роком. Її унікальні підземні тунелі простягаються від пагорба до ключових місць на іншій стороні міста.

### Пам'ятники

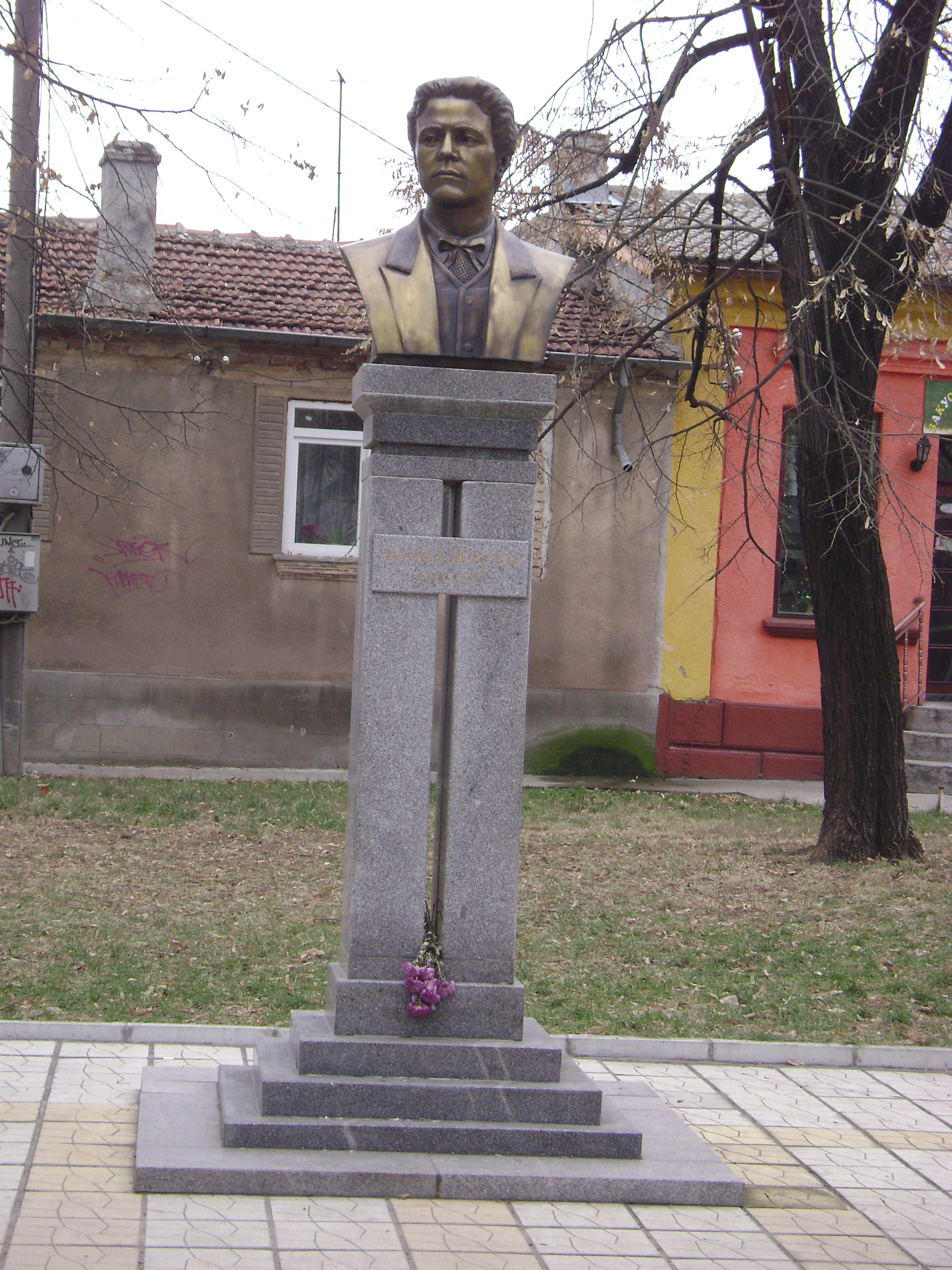
Василь Левський
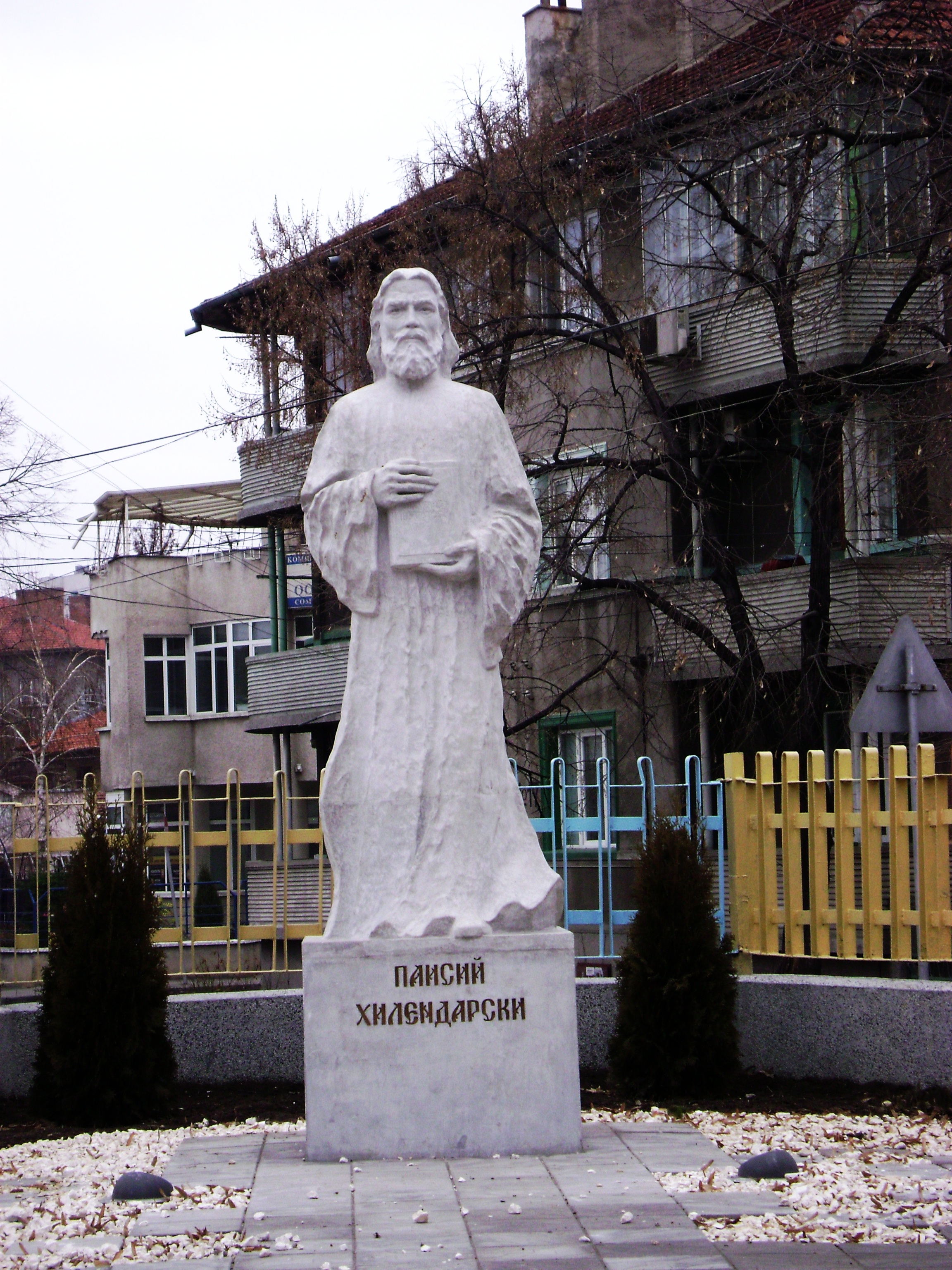
Паїсій Хиляндарський
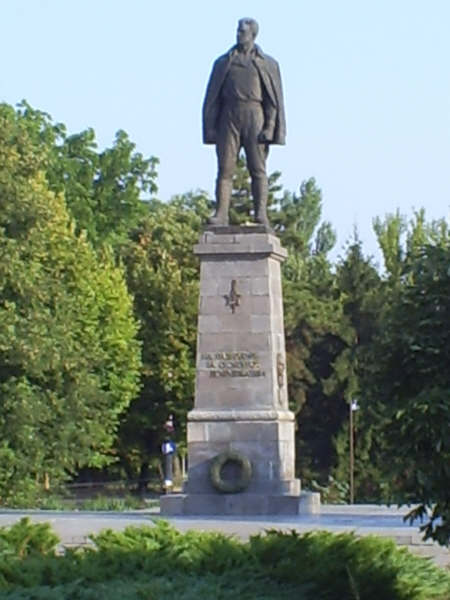
Дочо Михайлов
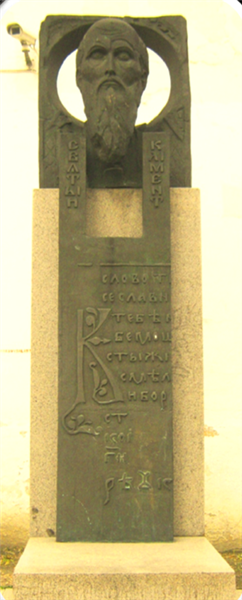
Климент Охридський
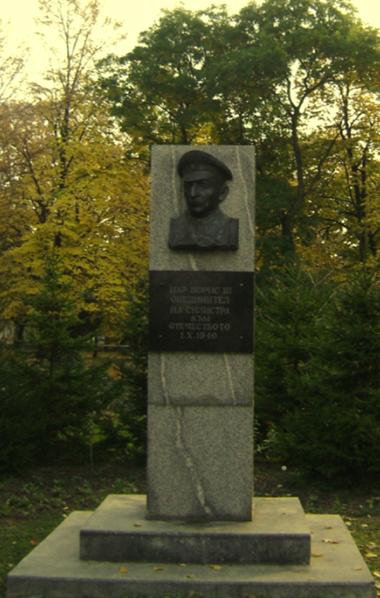
Король Борис III
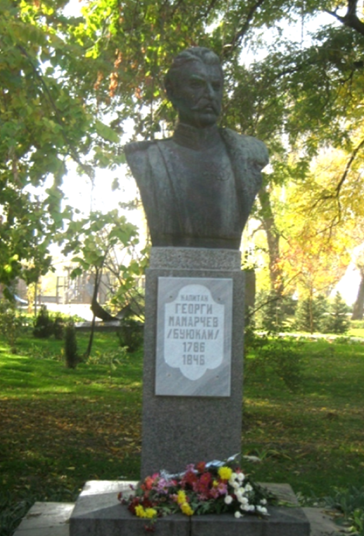
Георгій Мамарчев
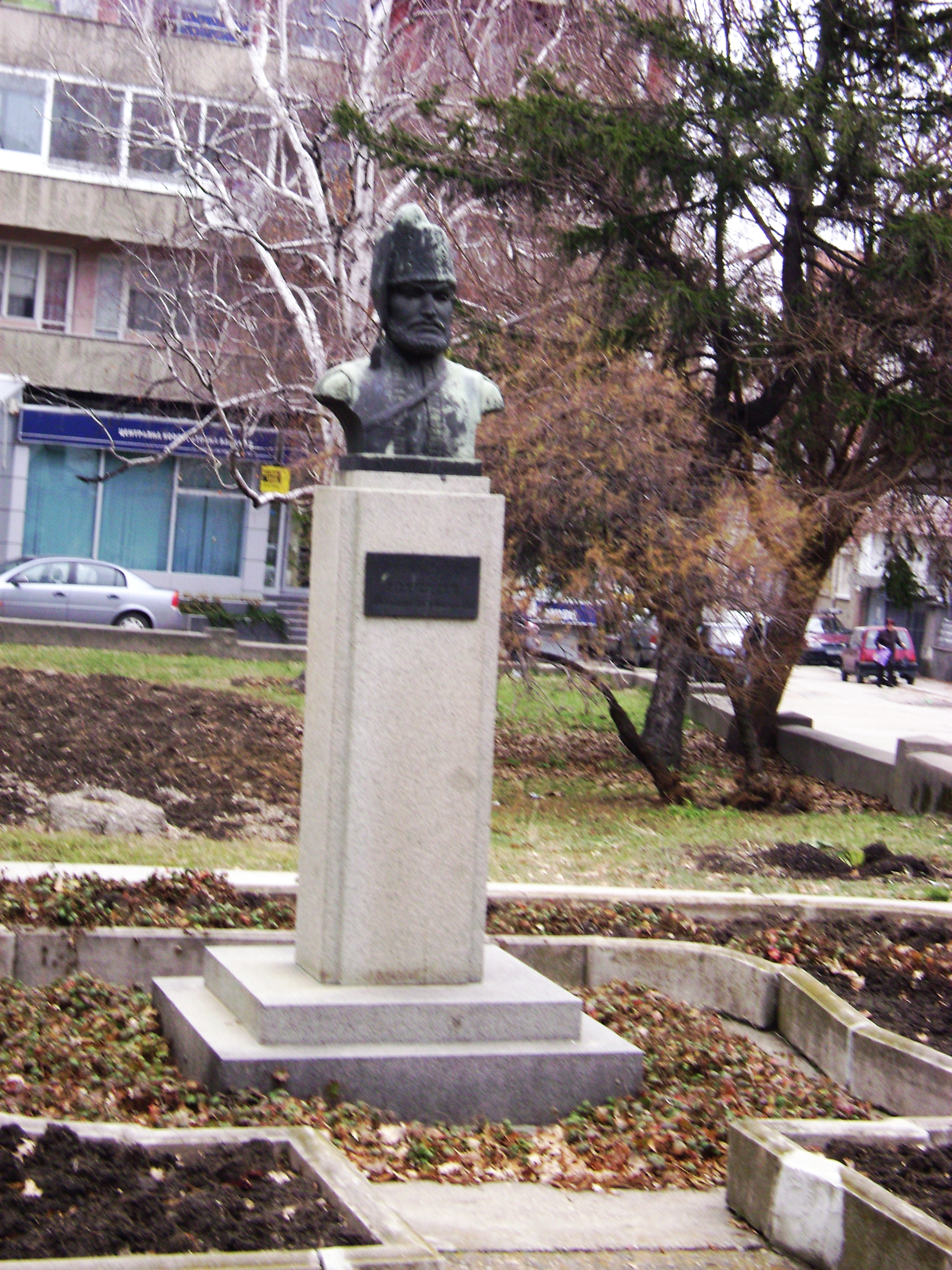
Стефан Караджа
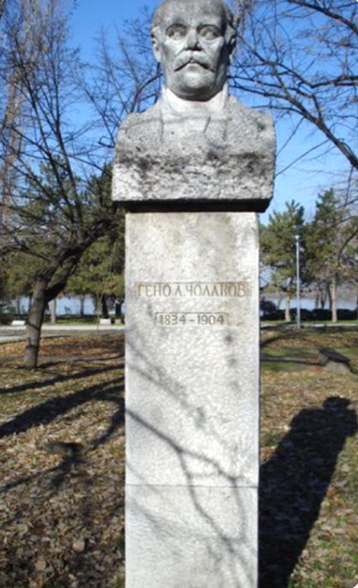
Гено Чолаков
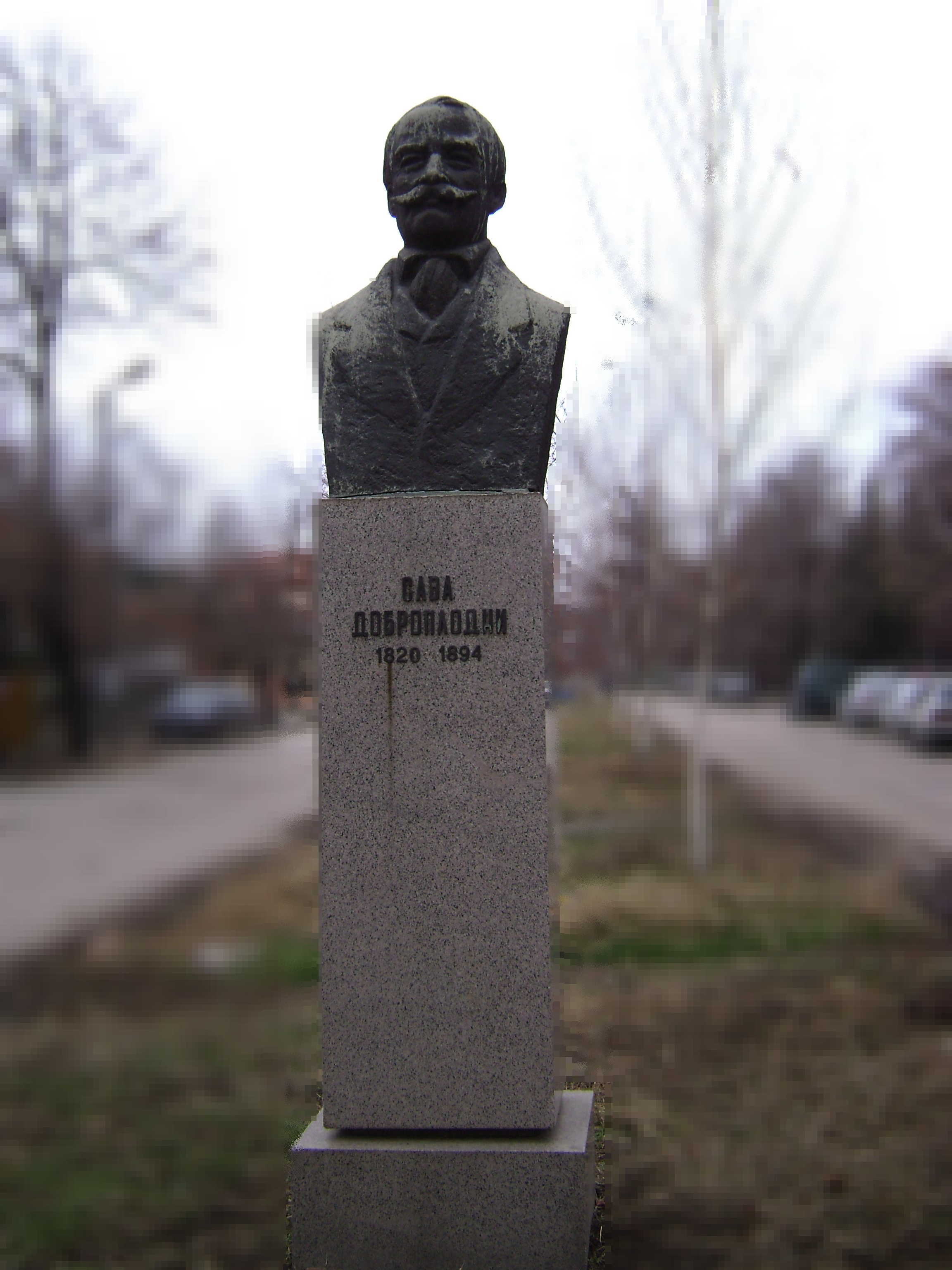
Сава Доброплодний
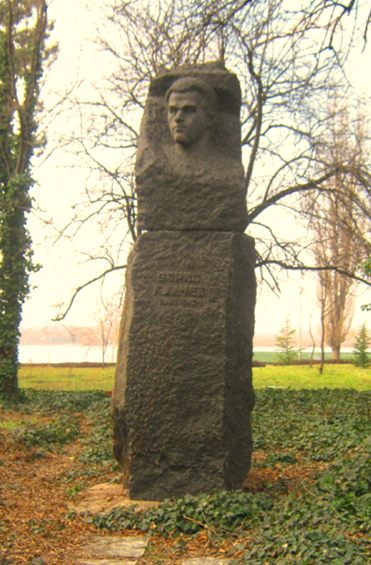
Георгій Калчев
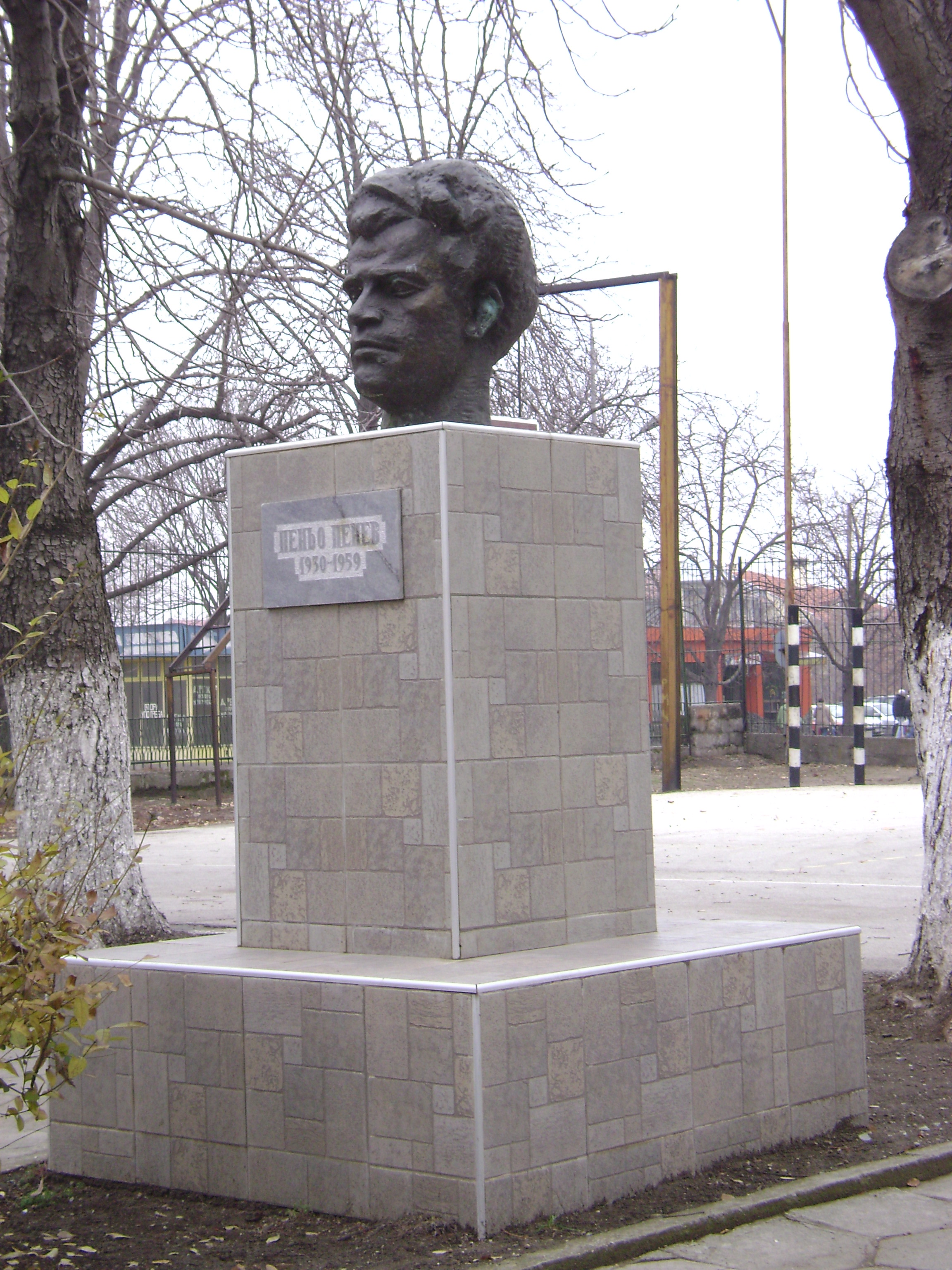
Пеньо Пенев
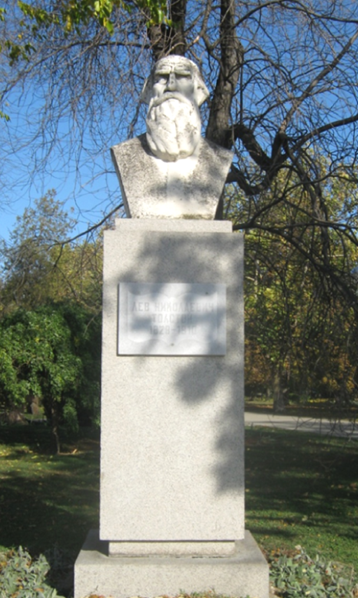
Лев Толстой
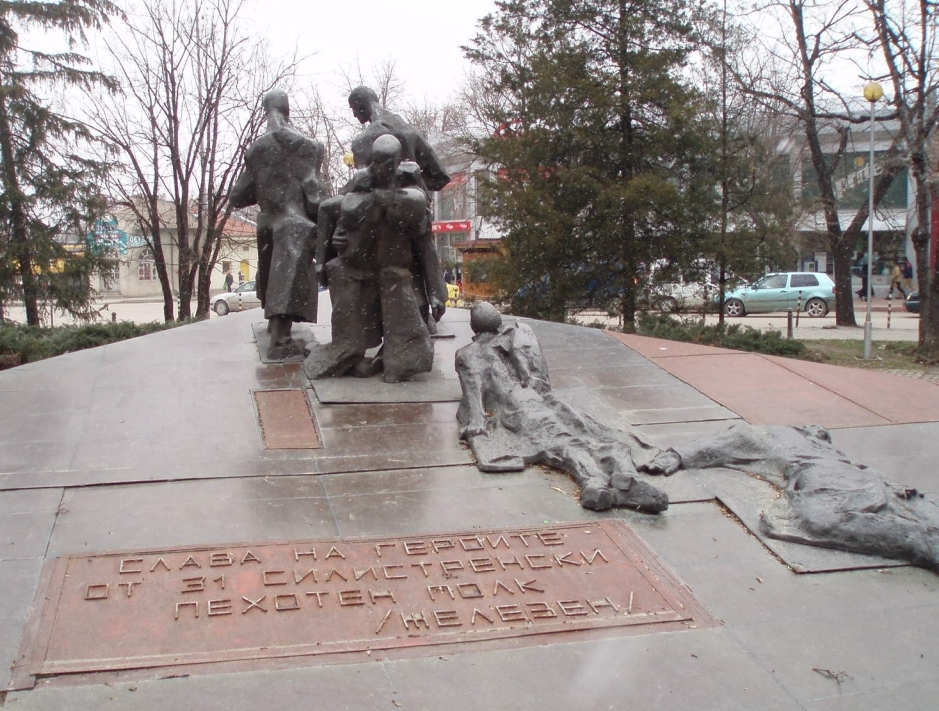
31 рег
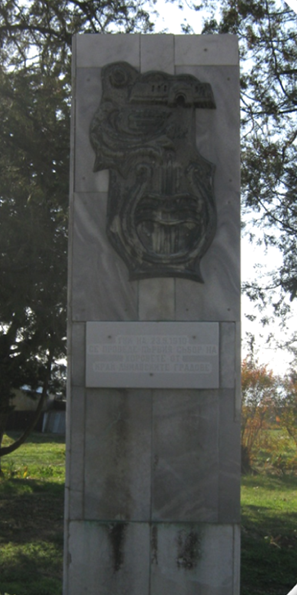
Перша зустріч хорів з міст Дунаю
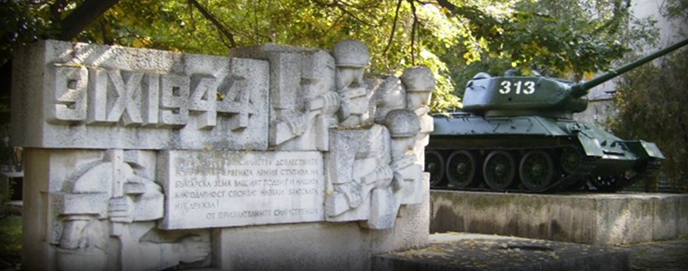
25 років 9.IX.1944
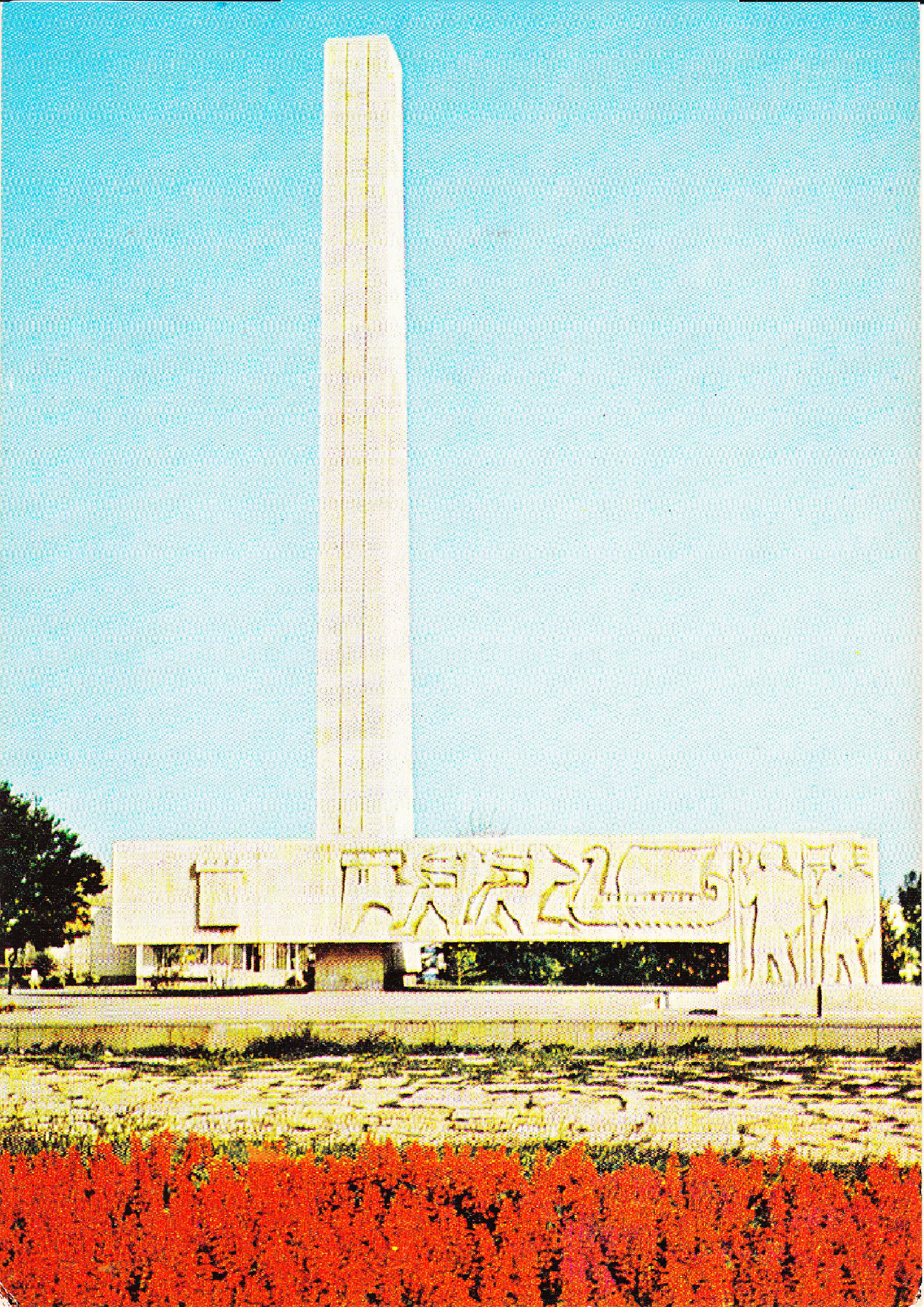
1800-річчя Сілістри

## Знаменитості
Народилися в Сілістрі

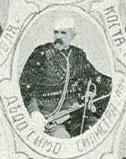
Дядо Симо

- Флавій Аецій (396—454), командувач, тричі консул Західної Римської імперії, розгромив Аттилу в битві на каталонських полях;
- Димитра Київська (н. 1810), українська свята
- Димитар Буков (н.1931), інженер
- Дядо Симо, болгарський революціонер
- Проф. Георгій Едрев, ЛОР-лікар і викладач університету
- Ілдиз Ібрагимова (н.1952), співачка
- Денислав Калчев (н.1973), плавець
- Веселин Суров, тренер національної команди плавання
- Павло Метеоров (1900—1977), скульптор

Ляльковий театр, музей

#### Румунські пам'ятки

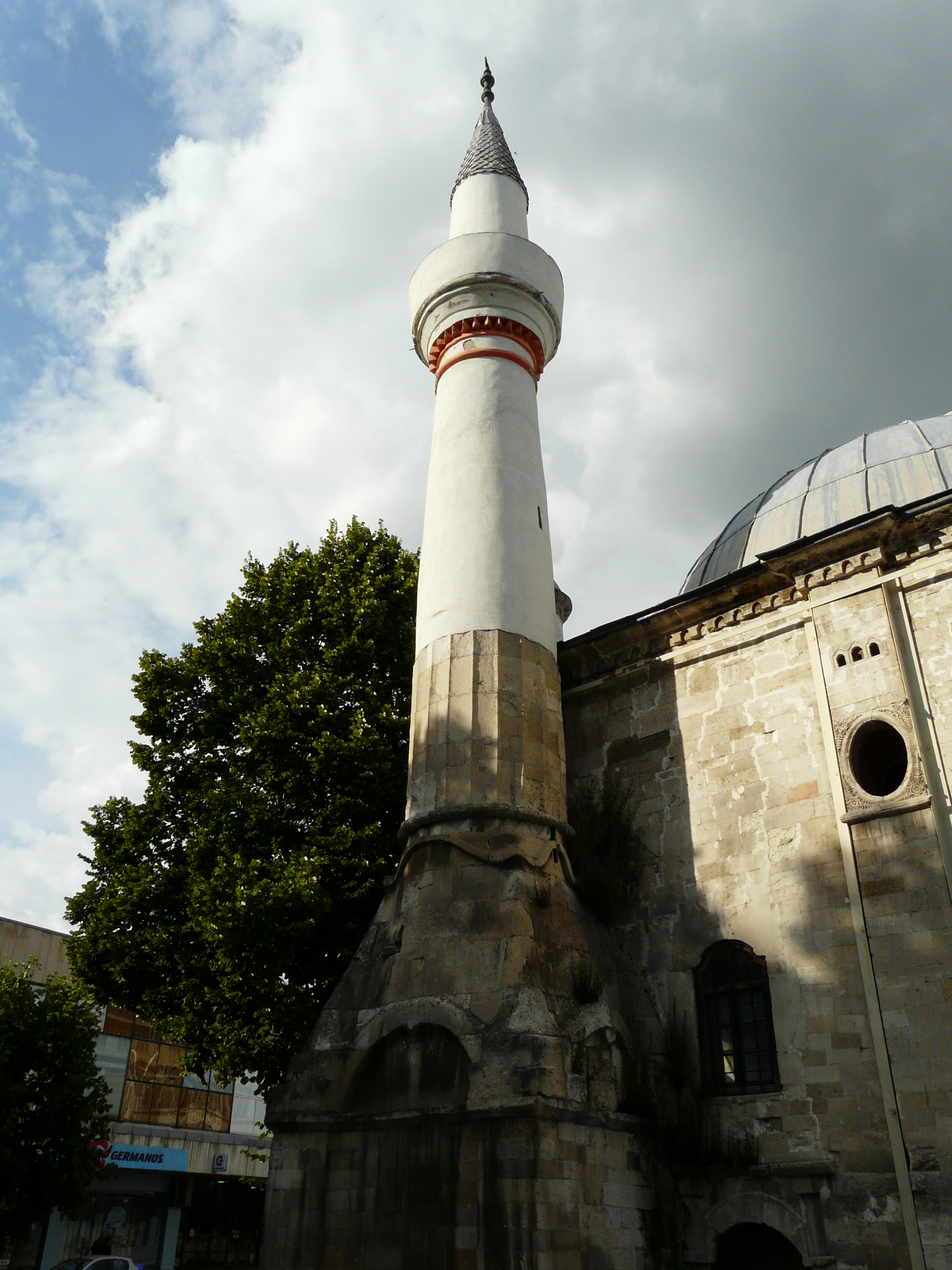
Недіюча Сілістрінська міська мечеть (17 ст.)

Сілістра — місто задавненого болгаро-румунського геополітичного конфлікту, яке неодноразово переходило з рук в руки. І царська, і комуністична Болгарія всіляко ретушували колишню румунську присутність, що істотно збіднило історичне обличчя Сілістри.
Тим не менше, у місті збереглися цікаві будівлі, зведені під час влади Румунії (1913—1918, 1919—1940). Серед них — офіс Доростольської православної митрополії (а також велике дерев'яне розп'яття румунських часів), житлові будинки в історичній частині міста в стилі молдавського модернізму та триповерховий будинок у стилі конструктивізму.

#### Турецькі пам'ятки
З часів турецької влади  — старовинна кам'яна мечеть (недіюча). Перебуває в аварійному стані, всередині приміщення страждають настінні розписи. Унікальний зразок турецької сакральної архітектури був не в пошані ані в румунський період, ані в болгарський. Зрештою, височеньку мечеть у 1980-их роках оточили банальними житловими коробками.
Залишки оборонних споруд сілістринської фортеці, які зараз коректно вмонтовані у будівлю сучасного торговельного центру, На території міста також стародавня римська стіна.

## Населення
| Населенняя                                   | Населенняя | Населенняя | Населенняя | Населенняя | Населенняя | Населенняя | Населенняя | Населенняя | Населенняя | Населенняя | Населенняя | Населенняя | Населенняя |
| -------------------------------------------- | ---------- | ---------- | ---------- | ---------- | ---------- | ---------- | ---------- | ---------- | ---------- | ---------- | ---------- | ---------- | ---------- |
| Рік                                          | 1887       | 1910       | 1934       | 1945       | 1956       | 1965       | 1975       | 1985       | 1992       | 2001       | 2005       | 2007       | 2009       |
| Населенняя                                   | 11 415     | 11 046     | -          | 15 951     | 20 350     | 33 019     | 58 197     | 53 619     | 48 360     | 42 153     | 39 358     | 38 733     | 37 837     |
| , «Citypopulation.de», «Pop-stat.mashke.org» |            |            |            |            |            |            |            |            |            |            |            |            |            |

## Сілістра та Україна
Сілістра  — побратим міста Хмельницький.
- У Сілістрі три місяці (19 ст.) жив відомий український вчений-болгарознавець Юрій Гуца (Венелін);
- тут, в болгарській родині, народилася (1810) преподобна Димитра Александрова (Єгорова), засновниця одного з київських монастирів, канонізована УПЦ МП.

У 1990-их роках існував пасажирський річковий рейс «Ізмаїл — Сілістра» по Дунаю. Основна перевага  — українські громадяни на шляху до Болгарії уникали проходження території Румунії. Завищені ціни на квитки та нерегулярність рейсу призвели до його закриття.
Зараз Сілістра  — один із ключових пунктів на шляху українських туристів на морські курорти Болгарії та північної Греції. Тут працює поромна переправа через Дунай.